# Columbia megye (Oregon)
Columbia megye az Amerikai Egyesült Államokban, azon belül Oregon államban található. Megyeszékhelye és legnagyobb városa St. Helens. Lakosainak száma 52 589 fő (2020. április 1.).

## Szomszédos megyék
- Wahkiakum megye (északnyugat)
- Cowlitz megye (északkelet)
- Clark megye (kelet)
- Multnomah megye (délkelet)
- Washington megye (dél)
- Clatsop megye (nyugat)
- Tillamook megye

## Népesség
A megye népességének változása:
| Lakosok száma | 49 343 | 49 353 | 49 233 | 49 344 | 49 600 | 52 589 |
|               | 2010   | 2011   | 2012   | 2013   | 2015   | 2020   |